# 惯性风
在大气科学与海洋科学中，惯性风或惯性平衡或惯性流指流体运动时仅考虑离心力与科里奥利力（惯性力、科氏力）的平衡。常见例子如深海漩涡。详细内容请移步词条平衡流。